# Gmina Magnuszew
Die Gmina Magnuszew ist eine Stadt-und-Land-Gemeinde im Powiat Kozienicki der Woiwodschaft Masowien in Polen. Sie hat etwa 6700 Einwohner. Ihr Sitz ist die gleichnamige Stadt (ehemals Magnuszów) mit etwa 970 Einwohnern.

## Geographie

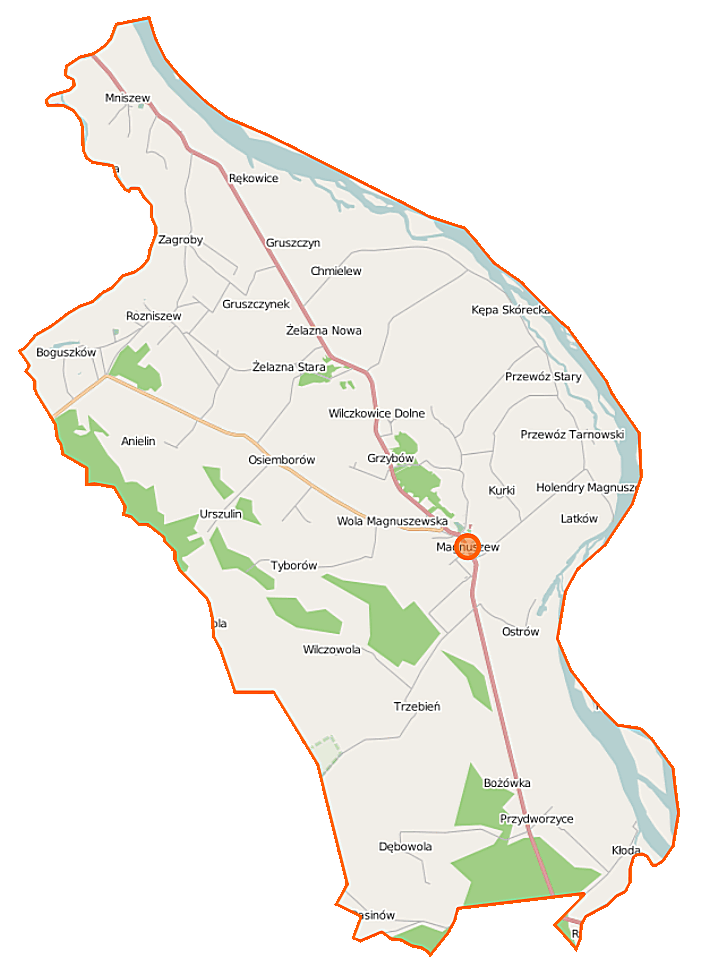
Karte der Landgemeinde

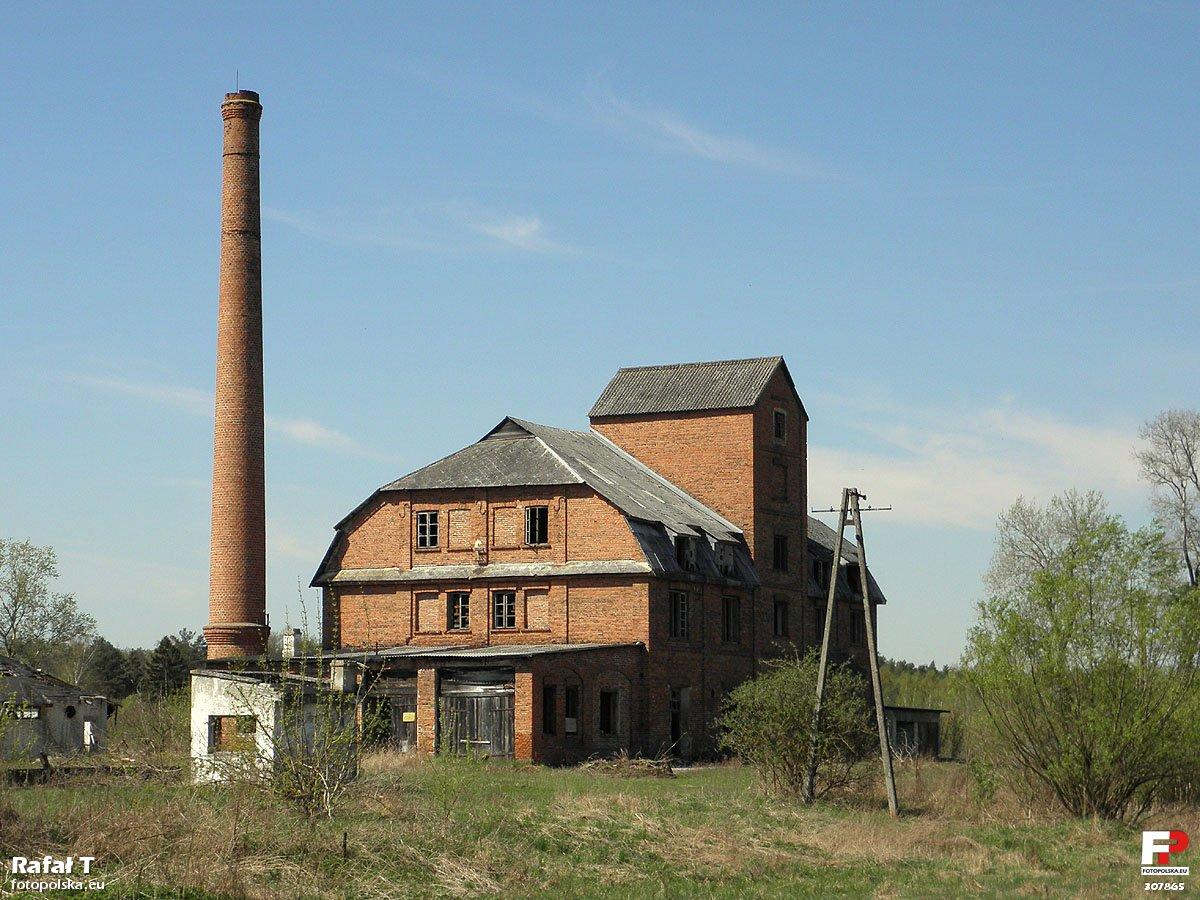
Ehemalige Brennerei in Trzebień

Die Landgemeinde liegt im Südosten der Woiwodschaft und grenzt im Osten an die Weichsel. Die Großstadt Radom liegt etwa 30 Kilometer südwestlich. Nachbargemeinden sind im Powiat Kozienicki Kozienice und Głowaczów im Süden sowie Grabów nad Pilicą im Westen, im Powiat Grójecki Warka im Nordwesten und Norden sowie im Powiat Garwoliński jenseits des Flusses Wilga im Nordosten und Maciejowice im Südosten.
Die Pilica mündet im Norden, die Radomka im Süden der Gemeinde in die Weichsel. Zu den Gewässern gehört auch der Kanał Magnuszewski. Die unbegradigte Weichsel weist eine Vielzahl von Inseln auf. Die Gemeinde hat eine Fläche von 141 km², von der 65 Prozent land- und 20 Prozent forstwirtschaftlich genutzt werden. Ihr Gebiet ist mit ca. 48 Einwohnern/km² dünn besiedelt. Auf Gemeindegebiet sind Naturschutzgebiete (polnisch rezerwat przyrody) ausgewiesen.

## Geschichte
Das heutige Gemeindegebiet gehörte unterbrochen durch die deutsche Besatzungszeit im Zweiten Weltkrieg von 1919 bis 1975 zur Woiwodschaft Kielce mit unterschiedlichem Zuschnitt. Der Powiat Kozienicki bestand schon in russischer Zeit, in der Magnuszów 1870 nach dem Januaraufstand die Stadtrechte aberkannt wurden. Das Dorf Magnuszów wurde Sitz der Landgemeinde Trzebień, die 1954 in Gromadas zerschlagen wurde.
Von 1975 bis 1998 gehörte das Gemeindegebiet zur beträchtlich verkleinerten Woiwodschaft Kielce. Der Powiat war in dieser Zeit aufgelöst. Die Landgemeinde Magnuszew wurde zum 1. Januar 1973 aus verschiedenen Gromadas der Gmina Trzebień neu geschaffen. Diese kam 1999 an die Woiwodschaft Masowien und den Powiat Kozienicki. Zum 1. Januar 2024 erhielt der Hauptort wieder Stadtrechte und die Gemeinde den Status einer Stadt-und-Land-Gemeinde.

## Gliederung
Zur Stadt-und-Land-Gemeinde (gmina miejsko-wiejska) Magnuszew gehören die namensgebende Stadt und 31 Dörfer mit einem Schulzenamt (sołectwa):
Magnuszew
Aleksandrów
Anielin
Basinów
Boguszków
Bożówka
Chmielew
Dębowola
Gruszczyn
Grzybów
Kępa Skórecka
Kłoda
Kolonia Rozniszew
Kurki
Latków
Mniszew
Osiemborów
Ostrów
Przewóz Stary
Przewóz Tarnowski
Przydworzyce
Rękowice
Rozniszew
Trzebień
Tyborów
Urszulin
Wilczkowice Dolne
Wilczowola
Winduga
Wola Magnuszewska
Wólka Tarnowska
Zagroby
Żelazna Nowa
Żelazna Stara
Kleinere Wohnplätze der Gemeinde sind die Weiler Leśniczówka Bożówka und Trzebień (osada).

## Tourismus

### Denkmalgeschützte Sehenswürdigkeiten
- Kirche in Magnuszew, 1786/1787 errichtet[3]
- Glockenträger von 1864 der Kirche in Magnuszew[4]
- Gasthaus in Magnuszew, 18./19. Jahrhundert[5]
- Gut in Trzebień mit Herrenhaus, Nebengebäude und Park, 1. Hälfte des 19. Jahrhunderts[6]

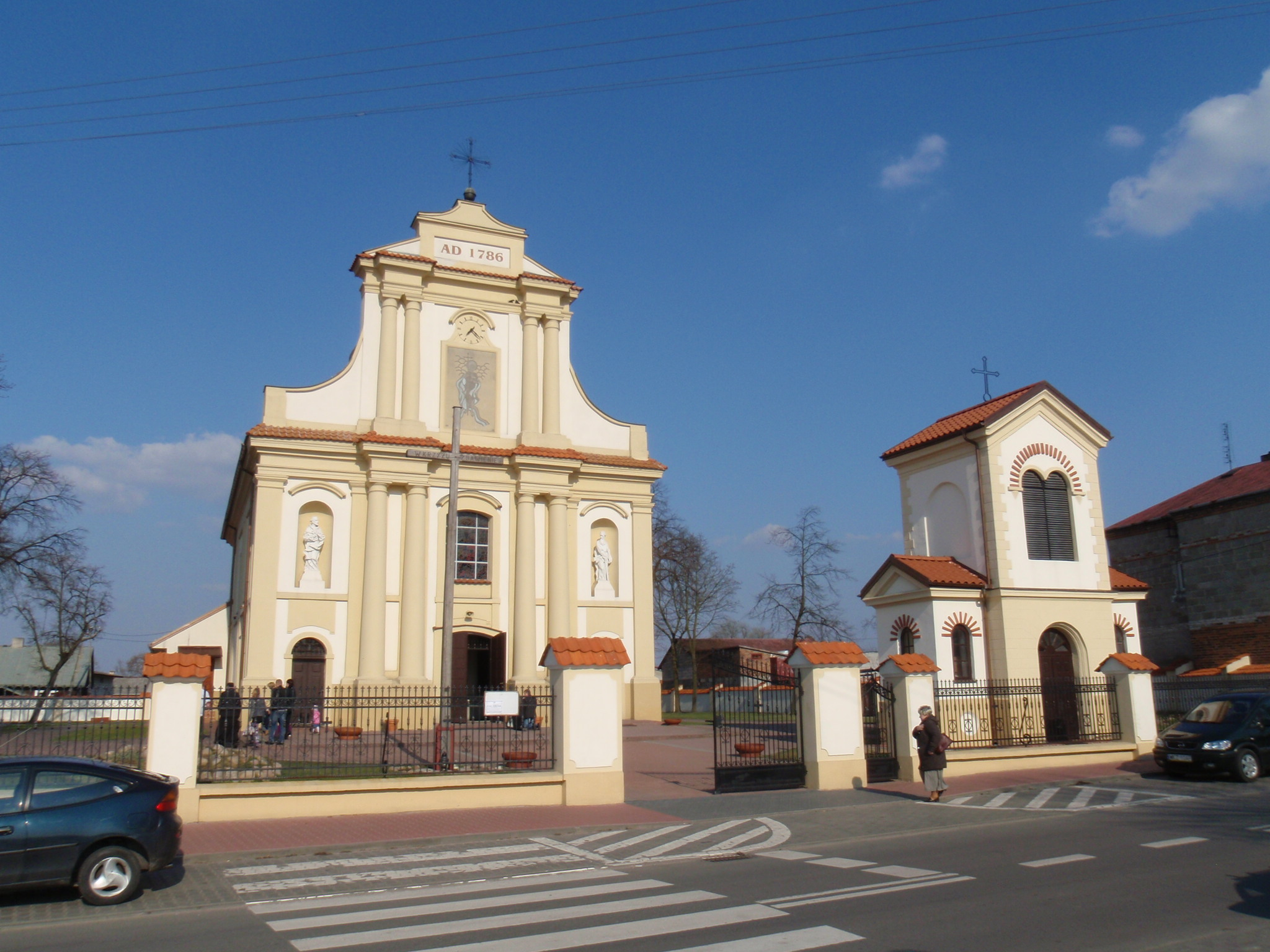
Kirche in Magnuszew
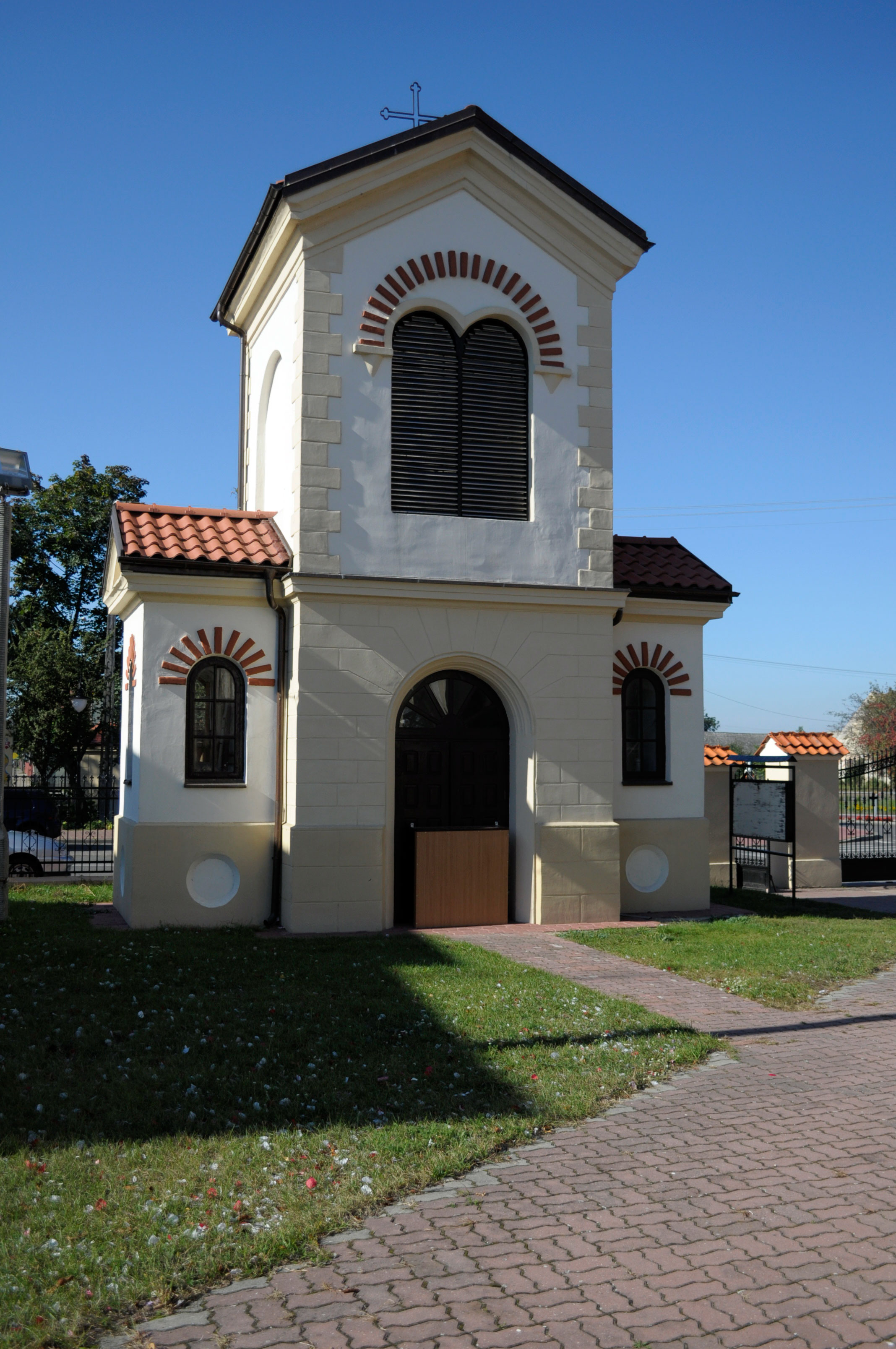
Glockenträger in Magnuszew
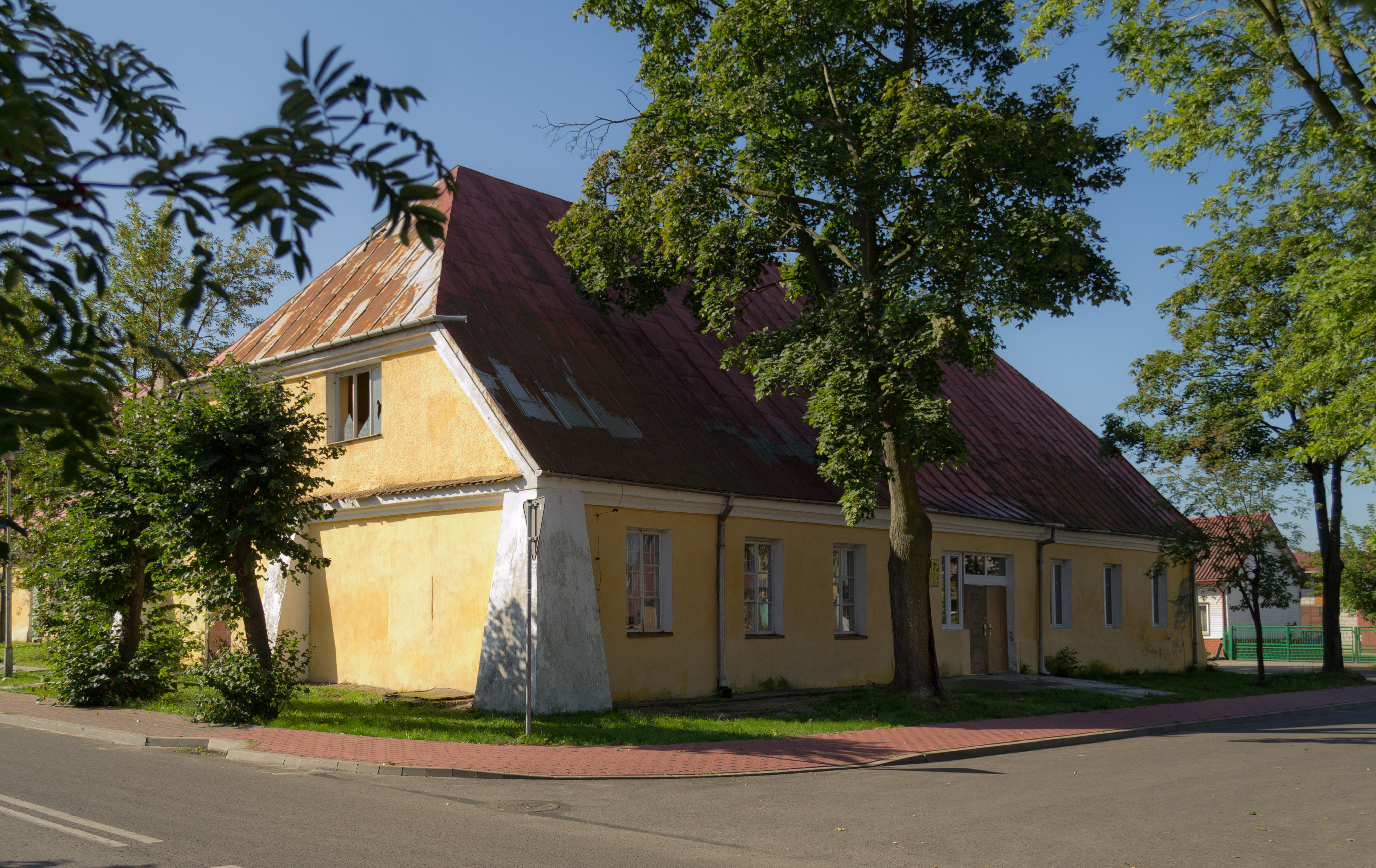
Gasthaus in Magnuszew
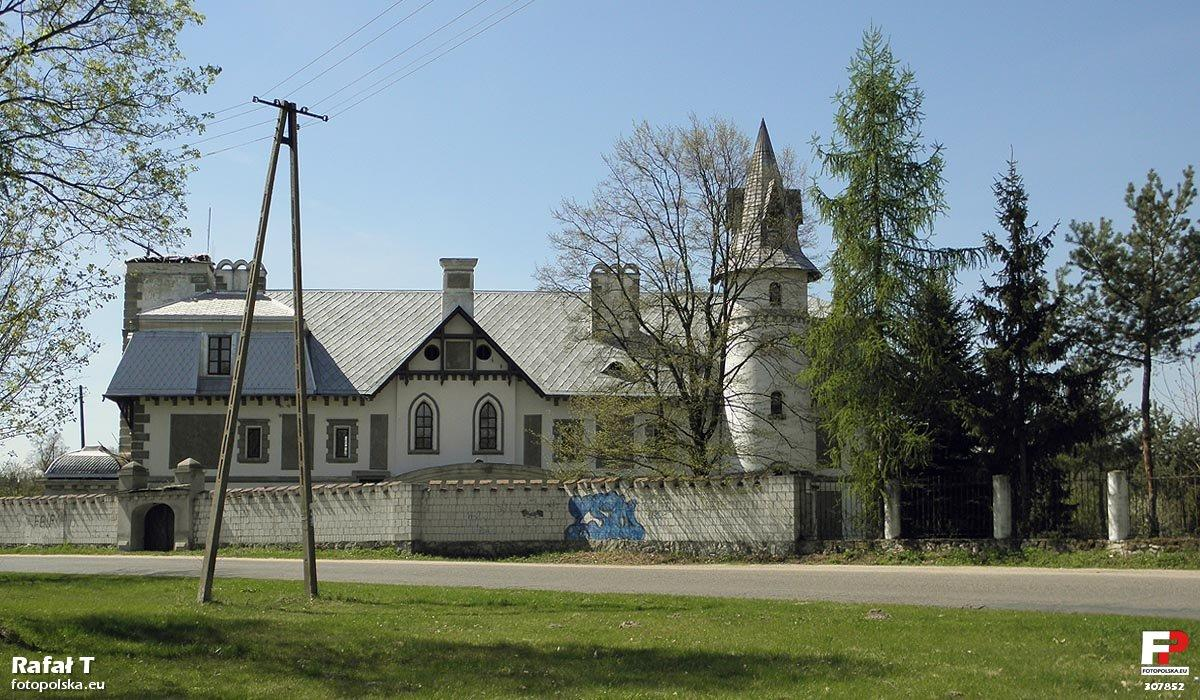
Herrenhaus in Trzebień

### Museen
- Das Freilichtmuseum der 1. Polnischen Armee (Skansen Bojowy 1 Armii Wojska Polskiego) wurde 2014 eröffnet:[7]

## Verkehr
Die Landesstraße DK79 führt von Warschau über Magnuszew und die Kreisstadt Kozienice nach Krakau und Katowice. In Magnuszew kreuzt die Woiwodschaftsstraße DW736, die nach Warka und zur Weichsel führt.
Der nächste Fernbahnhof ist Warka in der gleichnamigen Nachbargemeinde.
Der nächste internationale Flughafen ist Warschau.